# NGC 4306
NGC 4306是一个位于室女座的棒透镜星系，距离地球1亿光年，1865年4月16日由海因里希·路易·达雷发现。
虽然NGC 4306被认为属于室女座星系團，但它的径向速度和与NGC 4305相似的距离表明NGC 4306是背景星系。NGC 4306是NGC 4305的伴星，且似乎正在与之相互作用。